# نفيق العظم
نُفَيقُ العَظمِ أو القُنَيَّة[بحاجة لمصدر] (بالإنجليزية: Bone canaliculus)‏ هي قنوات مجهرية تصل بين جَوْبات العظام المتعظّمة. النتوئات المُتَشَعِّعَةُ للخلية العظمية (تسمى أرجل كاذبة خيطية أو filopodia) تدخل في هذه القنوات. تنضم تلك النتوئات الهيولية (بالإنجليزية: cytoplasmic)‏ معا عن طريق مَوْصِلات مُجْتَسِرَة (بالإنجليزية: gap junctions)‏.
الخلايا العظمية لا تملأ تماما نفيقات العظم، و تُسمّى الفراغات المتبقية بفراغ شبه الخلية العظمية (بالإنجليزية: periosteocytic space)‏ وهي مليئة بسائل شبه الخلية العظمية. يحتوي هذا السائل على مواد كبيرة جدا بحيث لا يمكن نقلها من خلال المَوْصِلات المُجْتَسِرَة التي تربط بين الخلايا العظمية، ويشمل ذلك أيونات الكالسيوم و الفوسفات.
في الغضروف، تكون الجوبات وبالتالي الخلايا الغضروفية معزولة عن بعضها البعض. تتوزع المواد التي تلتقطها الخلايا العظمية المتاخمة للأوعية الدموية، إلى جميع أنحاء مصفوفة العظام، عن طريق نفيقات العظم.